# Thibault Dupont
Pour les articles homonymes, voir Dupont.
Thibault Dupont, né le 23 juin 1996, est un coureur cycliste français pratiquant le pump track

## Biographie
En octobre 2021, il est médaillé de bronze des championnats du monde de pump track à Lisbonne.
En novembre 2022, il est à nouveau médaillé de bronze des Championnats du monde de pump track à Santiago du Chili.
Le 8 octobre 2023, il devient le premier champion de France élite de pumptrack à Saint-Galmier , il remporte à nouveau le titre de Champion de France élite de pumptrack, toujours à Saint-Galmier, le 29 septembre 2024.

## Palmarès en pump track
- 2019
  - 1er UCI Pumptrack Challenge France (Vaulx en Velin)[3]
- 2020
  - 1er UCI Pumptrack Challenge Portugal (Lisbonne)[3]
- 2021
  - 1er UCI Pumptrack Challenge Italie (Gambetolla)[3]
  -  Médaillé de bronze du championnat du monde de pump track UCI élite[réf. nécessaire]
- 2022
  - 1er UCI Pumptrack Challenge Espagne (Ainsa)[3]
  - 1er UCI Pumptrack Challenge Suisse (La Neuveville)[4]
  -  Médaillé de bronze du championnat du monde de pump track UCI élite [5]
  - 3e de l'UCI Pumptrack Challenge Italie (Ponte Buggianese)[3]
- 2023
  -  Champion de France de Pumptrack élite FFC (Saint-Galmier )[6],[7]
  - 6éme Championnats du monde de pump track UCI élite au complexe Aréa 47 à Ötztal (Autriche)[8]
  - 1er UCI Pumptrack Challenge Suisse (Thal)[9]
  - 1er UCI Pumptrack Challenge France (St Laurent de la Salanque)[10]
  - 2° de l'UCI Pumptrack Challenge Italie (Brembate Vittoria Bike Parc)[11]
  - 2° de l'UCI Pumptrack Challenge Portugal (Loureira)[12]
- 2024
  -  Champion de France de Pumptrack élite FFC (Saint-Galmier)[13]
  - 1er UCI Pumptrack Challenge Espagne (Ainsa)[14]
  - 1er UCI Pumptrack Challenge Suisse (Monthey)[15]
  - 8éme Crankworx Innsbruck Pump Track Challenge Pro[16]
- 2025
  - 1er UCI Pumptrack Challenge UAE (Abu Dhabi)